# カクテル・ソフト
カクテル・ソフト（COCKTAIL SOFT）は、株式会社エフアンドシー（F&C）のアダルトゲームブランドの1つである。

## 概要
当初は有限会社キララと株式会社ジャストとで共同で設立したブランドであるが（「カクテル」の名は共同であることに由来する）、有限会社キララが（株式会社エフアンドシー（F&C）の前身である）有限会社アイデス（IDES、その後株式会社化）への社名変更と同時に自社ブランドとした。
1989年（平成元年）に『きゃんきゃんバニー』でデビューを果たして以来、キャラクター性を重視したポップ系ブランドとしてフェアリーテールとの差別化を図り、F&Cの2本柱の一方を担った。
2001年（平成13年）のF&C組織再編に伴い、同年5月25日発売の『univ 〜恋・はじまるよっ〜』及び2002年（平成14年）5月31日発売の『univ 〜愛・おまたせっ〜』を発表後、活動を休止した。その後2004年（平成16年）に活動再開を発表、同年11月26日に復帰後第1作となる『天空のシンフォニア』を発売し、現在に至る。

## 作品一覧
ここでは1987年（昭和62年）から2000年（平成12年）までの組織改編以前のタイトルについて記述する。2001年（平成13年）の組織改編以降のタイトルはF&C#カクテル・ソフトを参照。

### シリーズもの
- きゃんきゃんバニーシリーズ
  - 1989年（平成元年）6月  - きゃんきゃんバニー
  - 1990年（平成2年）4月16日 - きゃんきゃんバニー スペリオール
  - 1991年（平成3年）8月10日 - きゃんきゃんバニー スピリッツ
  - 1992年（平成4年）7月30日 - きゃんきゃんバニープルミエール
    - 1996年（平成8年）1月26日 - きゃんきゃんバニー プルミエール/スピリッツ（FM TOWNS版）
    - 1996年（平成8年）11月22日 - きゃんきゃんバニープルミエール（Windows版）

  - 1993年（平成5年）6月25日 - きゃんきゃんバニー エクストラ
  - 1994年（平成6年）11月11日 - きゃんきゃんバニー・リミテッド5 1/2
    - 1997年（平成9年）1月30日 - きゃんきゃんバニー・リミテッド5 1/2（Windows版）

  - 1996年（平成8年）12月26日 - きゃんきゃんバニープルミエール2
  - 1997年（平成9年）12月12日 - きゃんきゃんバニー1・Primo
  - 2000年（平成12年）8月25日 - きゃんきゃんバニー6 i・mail
- 晴れのちシリーズ
  - 1989年（平成元年）9月 - 晴れのちおおさわぎ!
  - 1995年（平成7年）11月10日 - 晴れのち胸さわぎ
  - 1997年（平成9年）4月25日 - 晴れのちときどき胸さわぎ
- 電撃ナースシリーズ
  - 1992年（平成4年）9月22日 - 電撃ナース
  - 1994年（平成6年）7月29日 - 電撃ナース2 モアセクシー
- レモンカクテルシリーズ
  - 1992年（平成4年）10月9日 - Mayumi -まゆみ-
  - 1992年（平成4年）10月30日 - けらけら星
  - 1992年（平成4年）12月11日 - ウィルの伝言
  - 1993年（平成5年）3月26日 - レモンカクテル・コレクション
- えろちっくBAKAノベルシリーズ
  - 1993年（平成5年）8月17日 - 電話のベルが…
  - 1995年（平成7年）4月28日 - いつかどこかで。
- カスタムメイトシリーズ
  - 1993年（平成5年）9月17日 - カスタムメイト
    - 1994年（平成6年）12月16日 - カスタムメイト & 電話のベルが…（FM TOWNS版）

  - 1994年（平成6年）10月21日 - カスタムメイト2
    - 1995年（平成7年）8月25日 - カスタムメイト2 & いつかどこかで。（FM TOWNS版）

  - 1995年（平成7年）12月8日 - カスタムメイト3
    - 1996年（平成8年）12月12日 - カスタムメイト3（Windows版）
- みっくすキャンディシリーズ（通信販売専用）
  - 1996年（平成8年）4月6日 - みっくすキャンディ
  - 1997年（平成9年）1月31日 - みっくすキャンディ2
  - 1998年（平成10年）1月15日 - みっくすキャンディ3
- Pia♥キャロットへようこそ!!シリーズ
  - 1996年（平成8年）7月26日 - Pia♥キャロットへようこそ!! ～We've been Waiting for you～
    - 1996年（平成8年）10月18日 - Pia♥キャロットへようこそ!! ～We've been Waiting for you～（Windows版）

  - 1997年（平成9年）10月31日 - Pia♥キャロットへようこそ!!2
  - 1998年（平成10年）10月30日 - ぴあきゃろTOYBOX
  - 1999年（平成11年）8月12日 - Pia♥キャロットへようこそ!! 1・2・TB
- With You ～みつめていたい～
  - 1998年（平成10年）9月11日 - With You ～みつめていたい～
  - 1999年（平成11年）9月17日 - うぃずゆーTOYBOX
  - 2000年（平成12年）3月24日 - With You + TOYBOX NEW AGE PACK
- Canvasシリーズ
  - 2000年（平成12年）11月24日 - Canvas ～セピア色のモチーフ～

### その他のタイトル
- 1989年（平成元年）11月24日 - フルーツ・カクテル
  - 1989年（平成元年）11月24日 - フルーツ・カクテル 別売りデータ集
- 1990年（平成2年）1月28日 - セーラー服戦士フェリス
- 1990年（平成2年）7月28日 - 世界でいちばん君がすき!
- 1990年（平成2年）12月5日 - イルミナ!
- 1991年（平成3年）6月22日 - カクテル・ソフトディスク増刊号（ダイジェスト集）[1]
- 1991年（平成3年）7月12日 - ナイキ（NIKE）[2]
- 1991年（平成3年）9月14日 - COSMIC PSYCHO
- 1992年（平成4年）3月12日 - 卒業写真/美姫
- 1992年（平成4年）6月 - 美少女通信 CHATのススメ
- 1993年（平成5年）4月28日 - JYB ～メハメ・ハルーガは秘密の呪文～
- 1993年（平成5年）7月2日 - クィーンズ・ライブラリー（Queen's Library）
- 1993年（平成5年）7月23日 - くるくる☆Party ～プリンセス・クエスト
- 1993年（平成5年）10月1日 - ANGEL（遊人の成人向け漫画を原作としてゲーム化）
  - 1995年（平成7年）4月14日 - 濃縮ANGEL・120%
- 1993年（平成5年）12月1日 - Demon City（デーモンシティ）
- 1994年（平成6年）4月28日 - ハーフムーンにかわるまで ～蘭宮涼の虹色玉手箱～
- 1994年（平成6年）12月16日 - True Heart
- 1995年（平成7年）1月27日 - DokiDokiバケーション ～きらめく季節の中で～
  - 1996年（平成8年）8月30日 - DokiDokiバケーション ～きらめく季節の中で～（Windows版）
- 1995年（平成7年）7月25日 - DORADORAエモーション ～聖牌伝～
- 1996年（平成8年）1月26日 - 娘々台風
- 1996年（平成8年）6月28日 - トラベル☆ジャンクション
- 2000年（平成12年）4月7日 - プリンセスメモリー
- 2000年（平成12年）8月11日 - らぶ2ナビゲーション ～恋の免許講習～

### オンラインの情報源
- F&C公式ホームページ 商品情報 PC用ゲームソフト
- Bi_List - 美少女ゲームの20世紀（2008年1月5日時点のアーカイブ）

### 雑誌記事
- 『美少女ゲーム最前線 パート5』辰巳出版、1991年11月1日。
  - 「よくわかる美少女ゲーム 傾向と対策編 ナイキ」、26-27頁。
  - 「よくわかる美少女ゲーム 傾向と対策編 カクテルソフト増刊号」、49頁。